# Сквері Михайло Петрович
Михайло Петрович Сквері (20 листопада 1856, Одеса — 13 жовтня 1924, Одеса) — учасник та історик революційного руху на Півдні України в другій половині ХІХ ст.

## Життєпис та науковий доробок
Народився 8 (20) листопада 1856 року в родині підприємця, вихідця з Італії, та російської селянки. Вчився в Одеському реальному училищі Св. Павла, але у 1871 припинив навчання у зв'язку зі смертю батька. Працював касиром на заводі Гульє-Бланшар в Одесі. Був одним із організаторів «Південноросійського Союзу робітників» на чолі з Євгеном Заславським. У січні 1876 був заарештований і після суду в травні 1877 року засланий в Тобольську губернію. З 1884 жив в Одесі під негласним наглядом поліції. У 1907 за участь в організації загальноросійського з'їзду вчителів на певний час потрапив у в'язницю. На початку ХХ ст. брав активну участь в організації громадської бібліотеки на Молдаванці, якою й надалі опікувався. У 1917 році був одним з ініціаторів Південноросійського бібліотечного товариства, членом Одеського товариства сільського господарства. У 1918 р. редагував журнал «Земский вестник». На початку 1920-х працював в одеському міському історико-революційному архіві, де опрацьовував фонд жандармерії. Був співробітником одеського Істпарту, працював в одеській публічній бібліотеці. На основі зібраних матеріалів та особистих спогадів написав декілька праць з історії Південноросійського робітничого союзу, в яких він намагався спростувати тезу деяких сучасних йому авторів про те, що перші народники не приділяли уваги роботі з робітниками, а лише з селянами.

## Праці
- Первая социалистическая рабочая организация в Одессе. — Одесса, 1921;
- Южно-российский Союз Рабочих (К истории Одесского союза 1875 г.) // Каторга и ссылка. — 1923. — В. 5.